# GoFundMe
GoFundMe是美国一个营利性众筹平台，人们可以在這個平台上筹集资金。从2010年到2020年初，人們在该平台上共筹集了超过90亿美元的资金，有超过1.2亿名捐赠者向該平台的集資者捐款。GoFundMe总部位于美國加利福尼亞州紅木城。
2015年7月2日，GoFundMe, Inc.完成 Accel Partners 和 TCV 領投，格雷洛克合伙公司、Meritech Capital Partners、ICONIQ Capital等跟投的A輪融資，金額不詳。